# Daði og Gagnamagnið
Gagnamagnið (також відомі як Daði & Gagnamagnið; ісл. Daði og Gagnamagnið) — ісландський колектив на чолі з Даді Фрейром. Колектив повинен був представити Ісландію на конкурсі пісні  Євробачення 2020, який повинен був відбутися в Роттердамі, Нідерланди з піснею «Think About Things», перш ніж конкурс був скасований через пандемію COVID-19. Представник Ісландії на Євробаченні-2021 з піснею «10 years».

## Історія
Gagnamagnið підтримав Даді Фрейра на сцені у час виконання своїх пісень на Söngvakeppnin 2017 ісл. «Hvað með það?», змагаючись за право представити Ісландію на конкурсі пісень Євробачення-2017. Вони зайняли друге місце після Свала Б'єргвінсдоуттір, яка виграла конкурс з піснею «Paper».
У 2020 році вони повернулися в Söngvakeppnin, національний збір Ісландії на Євробачення, як колектив Daði & Gagnamagnið. Вони виграли конкурс з піснею «Think About Things» («Подумай про речі») і повинні були представити Ісландію на конкурсі пісень Євробачення-2020, але конкурс скасовано через пандемію COVID-19. 23 жовтня 2020 року Даді в своєму твіттер-акаунті підтвердив те, що він і Gagnamagnið представлять Ісландію на Євробаченні-2021..

## Склад
До складу колективу входять брат і сестра Даді Фрейр Петурссон (провідний вокаліст) і Сігрун Бірна Петурсдоттір (бек-вокаліст), дружина Даді Арні Фьола Асмундсдоттір (танцівниця) і їхні друзі - Хулд Крістін Колбрундоттір (бек-вокаліст), Стефан Ханнессон (танцюрист) і Йохан Сигурдур Йоханнссон (танцюрист).  Gagnamagnið перекладається як «The Data», що буквально означає «обсяг даних» і є ісландським словосполученням «Тарифний план». Гурт характеризується фірмовими зеленими светрами, на яких надруковані портрети в піксельною графікою.

## Дискографія

### Сингли

#### Як Daði & Gagnamagnið
| Назва                | Рік  | Альбом            |
| -------------------- | ---- | ----------------- |
| «Gagnamagnið»        | 2020 | Неальбомні сингли |
| «Think about Things» | 2020 | Неальбомні сингли |
| «10 Years»           | 2021 |                   |